# 陈西滢

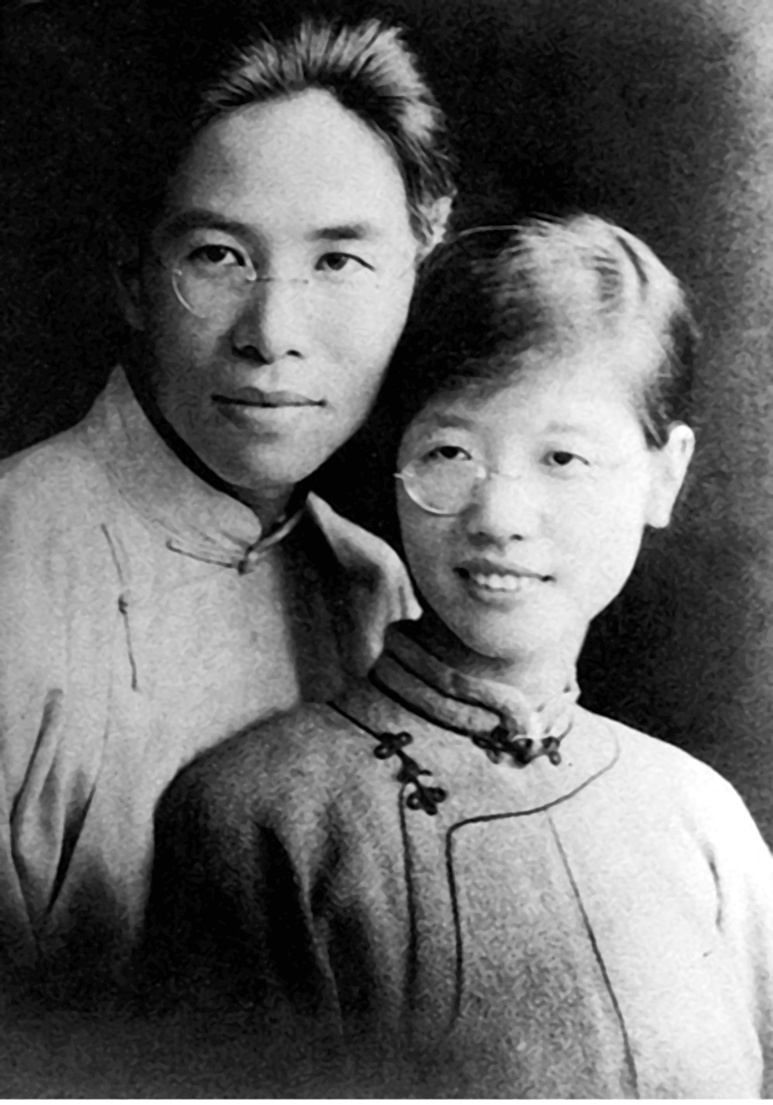
陈源与妻子凌叔华

陈源（1896年5月10日—1970年3月29日），字通伯，笔名西滢，男，江苏无锡人，中国文学家。

## 生平
陈源1910年毕业于南洋公学附属小学（今南洋模范中学）。1912年在表舅吴稚晖的资助下留学英国，在爱丁堡大学和伦敦大学政治经济学专业学习。1922年回国，任北京大学外文系教授。1924年，陈源在胡适的支持下与徐志摩、王世杰等共创《现代评论》杂志，主编其中的《闲话》专栏。在此期间，多次刊登其女友，后来的妻子凌叔华的作品。1925年10月-11月，凌叔华两次被曝光“剽窃”，“抄袭”国外名家的作品，虽有其他内情，但皆确有其事。陈西滢认为是揭露凌叔华剽窃的文章是鲁迅所写，为给女友出气，于是反指鲁迅抄袭，結果引发鲁迅与陈西滢的骂战。 
1929年，陈任武汉大学文学院院长。1943年，陈赴伦敦，在中英文化协会工作，其间曾帮助李四光摆脱英国政府阻挠回国。1946年，陈被中华民国国民政府任命为驻联合国教科文组织首任代表，常驻法国巴黎。
1964年，法国与中华人民共和国建交，中华民国外交代表团被迫回国。陈源遂以驻联合国代表的名义奉命留守巴黎，后被法国警察强行架出，导致其当场心脏病发作而昏厥。1966年，陳源因病退休，后居住于伦敦，并于1970年因中风病逝于当地。
1935年，因35岁的妻子凌叔华与比她小8岁的英国作家、诗人Julian Bell在武汉大学发生婚外情。陈西滢要求离婚，凌叔华不愿，二人此后虽未离婚但分居渐无交流直至陈西滢去世。